# Jules Cazot
Pour les articles homonymes, voir Cazot.

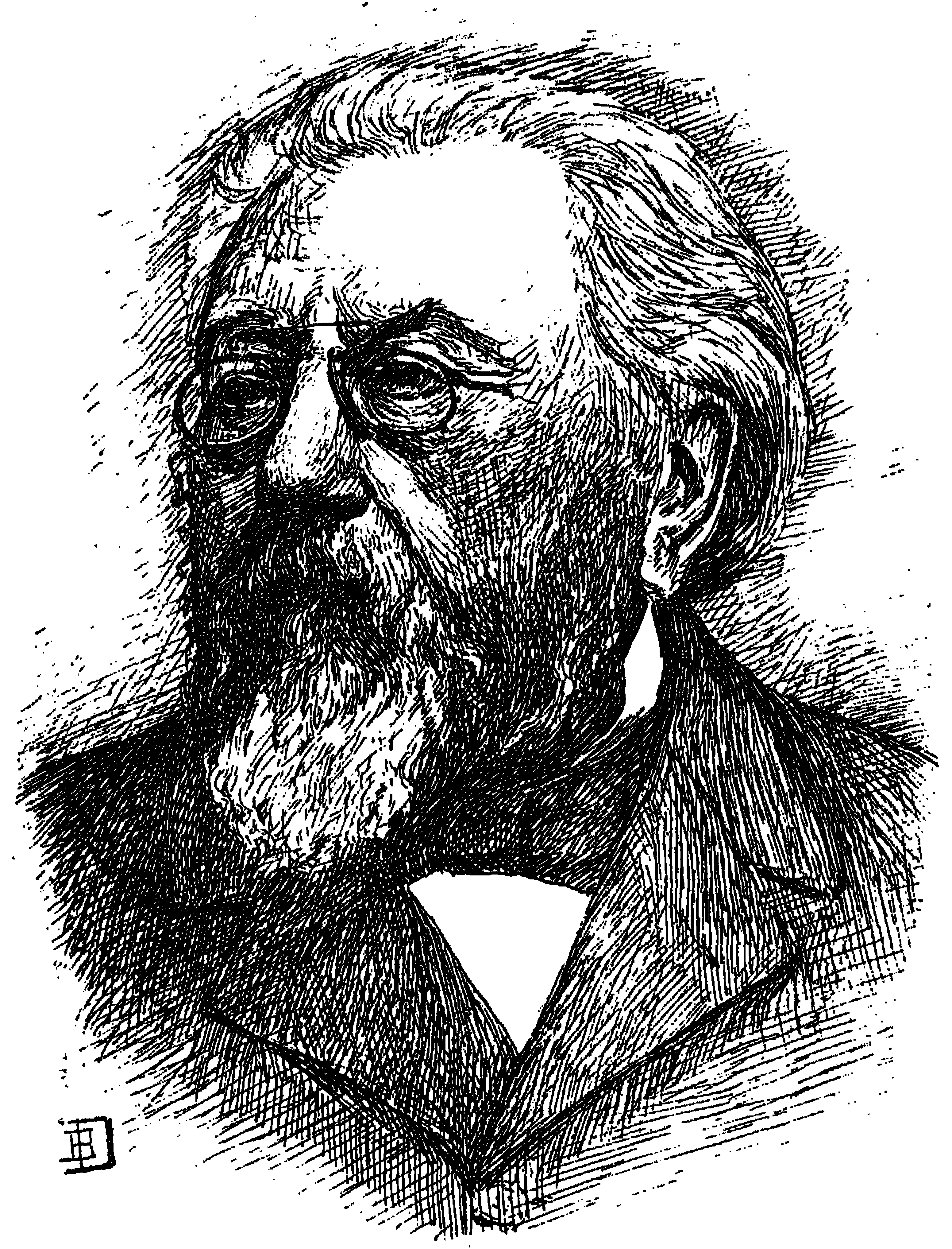
Portrait dans Une lettre d’Élie Reclus, 1904

Théodore-Jules-Joseph Cazot, né le 11 février 1821 à Alès (Gard) et mort le 27 novembre 1912 au lieu-dit « La Jasse de Bernard » (commune de Saint-Hilaire-de-Brethmas, Gard), est un homme politique et magistrat français. Avocat, il prend part à la défense des accusés du complot de Lyon en 1851.

## Mandats électifs
Après le coup d'État du 2 décembre 1851, il est condamné à l'internement à Montpellier.
- Député (1871-1875)
- Sénateur inamovible (1875-1912)
- Président du conseil général du Gard de 1880 à 1883
- Conseiller général du canton d'Anduze (1871-1883)

## Mandats gouvernementaux
- Ministre de la justice et garde des Sceaux successivement en 1879, sous le gouvernement De Freycinet, sous le gouvernement Jules Ferry en 1880, et en 1881, dans le gouvernement Gambetta.

## Magistrature
- Premier président de la Cour de cassation (1883-1884)